# Tadeusz Gocłowski
Tadeusz Gocłowski (Piski, 16 september 1931 – Gdańsk, 3 mei 2016) was een Pools bisschop van de Rooms-Katholieke Kerk.

## Biografie
Gocłowski werd in 1956 tot priester gewijd. In 1983 werd hij tot hulpbisschop van het bisdom Gdańsk gewijd door paus Johannes Paulus II. In 1984 werd Gocłowski bisschop. In 1992 werd het bisdom een aartsbisdom en werd Gocłowski aartsbisschop en tevens metropoliet. In 2008 ging hij met emeritaat. Hij werd als aartsbisschop opgevolgd door Sławoj Leszek Głódź.
Gocłowski overleed in 2016 op 84-jarige leeftijd.
- Gemeinsame Normdatei: 1051758653
- International Standard Name Identifier: 0000 0001 0985 5417
- Library of Congress Control Number: n2005035058
- Système universitaire de documentation: 148103634
- Virtual International Authority File: 70796459
- WorldCat: E39PBJjXmtRgjfCG8KVgCwF7pP